# Гласбреннер, Адольф
Адольф Гласбреннер (нем. Adolf Glaßbrenner; 27 марта 1810, Берлин — 25 сентября 1876, Берлин) — немецкий писатель-юморист и сатирик, редактор,
издатель. Демократ. Представитель политического и литературного движения в Германии XIX века — Молодая Германия.

## Биография

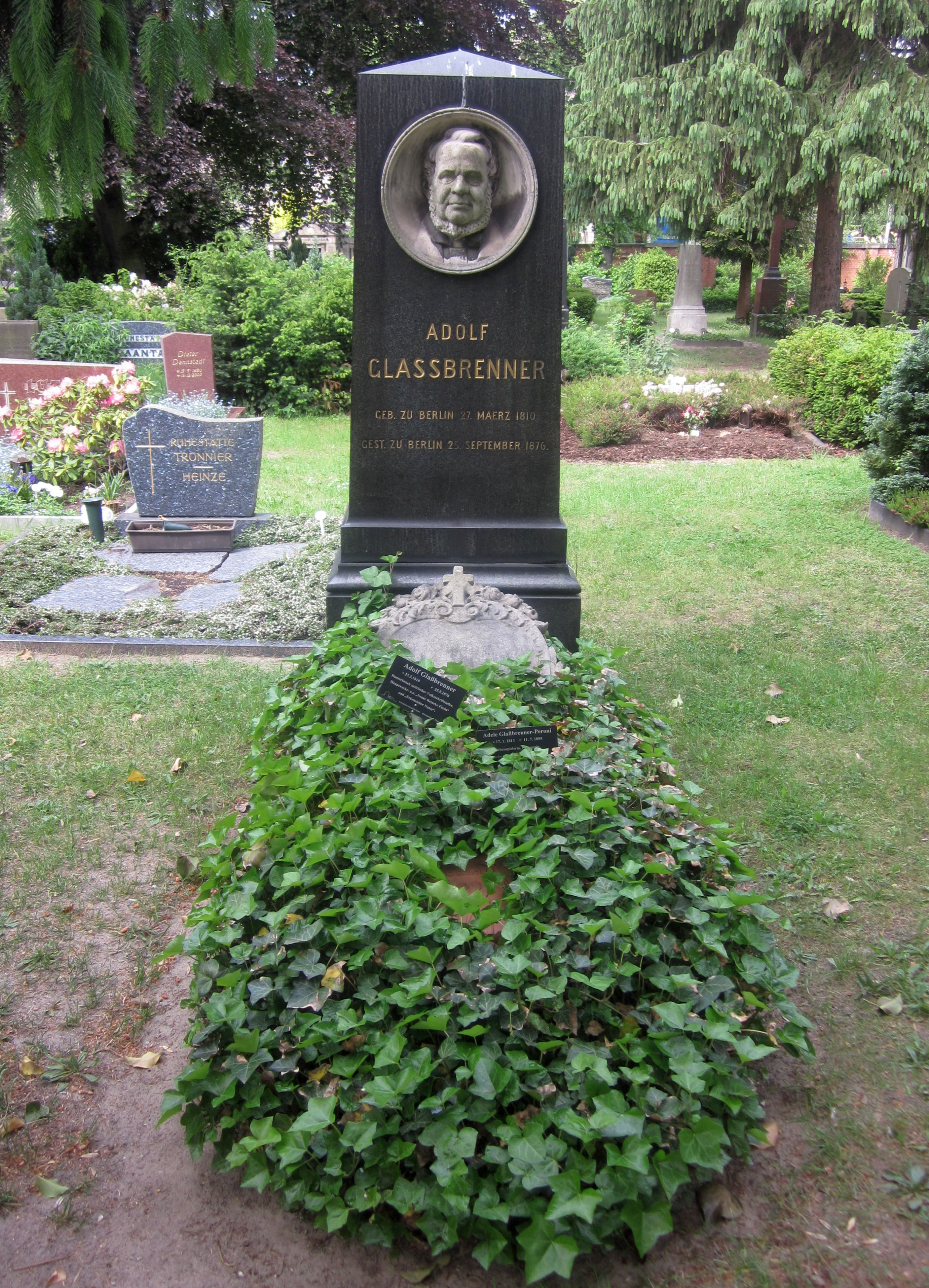
Могила Адольфа Гласбреннера в Берлине

Со школьных лет дружил с Карлом Гуцковым, будущим писателем и руководителем литературного движения «Молодая Германия».
До занятий журналистикой, некоторое время работал в торговле. В 1831 г. стал издавать сатирическую газету «Дон-Кихот» (Don Quixote), запрещенную властями в 1833 г. из-за революционных высказываний, печатавшихся на её страницах. Затем, под псевдонимом Adolph Brennglass (Адольф-Увеличительное стекло), создал своими периодическими изданиями, новое юмористическое направление в Берлине.
В 1848 Гласбреннер занялся активной политической деятельностью, стал лидером демократической партии в Штрелице. Во время революции 1848 года отстаивал республиканские позиции. Был выслан из Пруссии в 1850 году и поселился в Гамбурге, где оставался до 1858 года. Вернувшись в Берлин, редактировал газету «Montagszeitung Berlin».

## Творчество
Опубликовал серию рассказов о берлинской жизни, под названиями «Berlin wie es ist undtrinkt» (с иллюстрациями, 1833—1849) и «Buntes Berlin» (с иллюстрациями, Берлин, 1837—1858), благодаря которым, стал основателем популярной сатирической литературы, связанной с современным ему Берлином.
Адольф Гласбреннер справедливо считается, по своей резкой, живой и выдержанной в народном духе манере, «отцом берлинского остроумия». В том же духе, написаны его «Leben und Treiben der feinen Welt», «Berliner Volksleben», «Bilder u. Träume aus Wien». Его два самые замечательные произведения — «Verbotene Lieder» (1843) и комическая эпопея «Neuer Reinecke Fuchs» (1845). Другие его сочинения: «Komischer Volkskalender», «Die verkehrte Welt», «Kaspar der Mensch», «Komische Tausend u. eine Nacht» и др.
Опубликовал несколько замечательных книг для детей, в частности, «Lachende Kinder» (14 изданий, 1884) и «Sprechend Tiere» (20 изданий, 1899).